# Twinaxkabel
En twinaxkabel, även kallad twinaxialkabel eller twinax, är en typ av kabel som liknar en koaxialkabel, men som har två mittledare istället för en (som koaxialkabeln). Twinaxkablar förekommer i första hand i olika former av lokala datornät, i applikationer med hög överföringshastighet men mycket kort räckvidd.

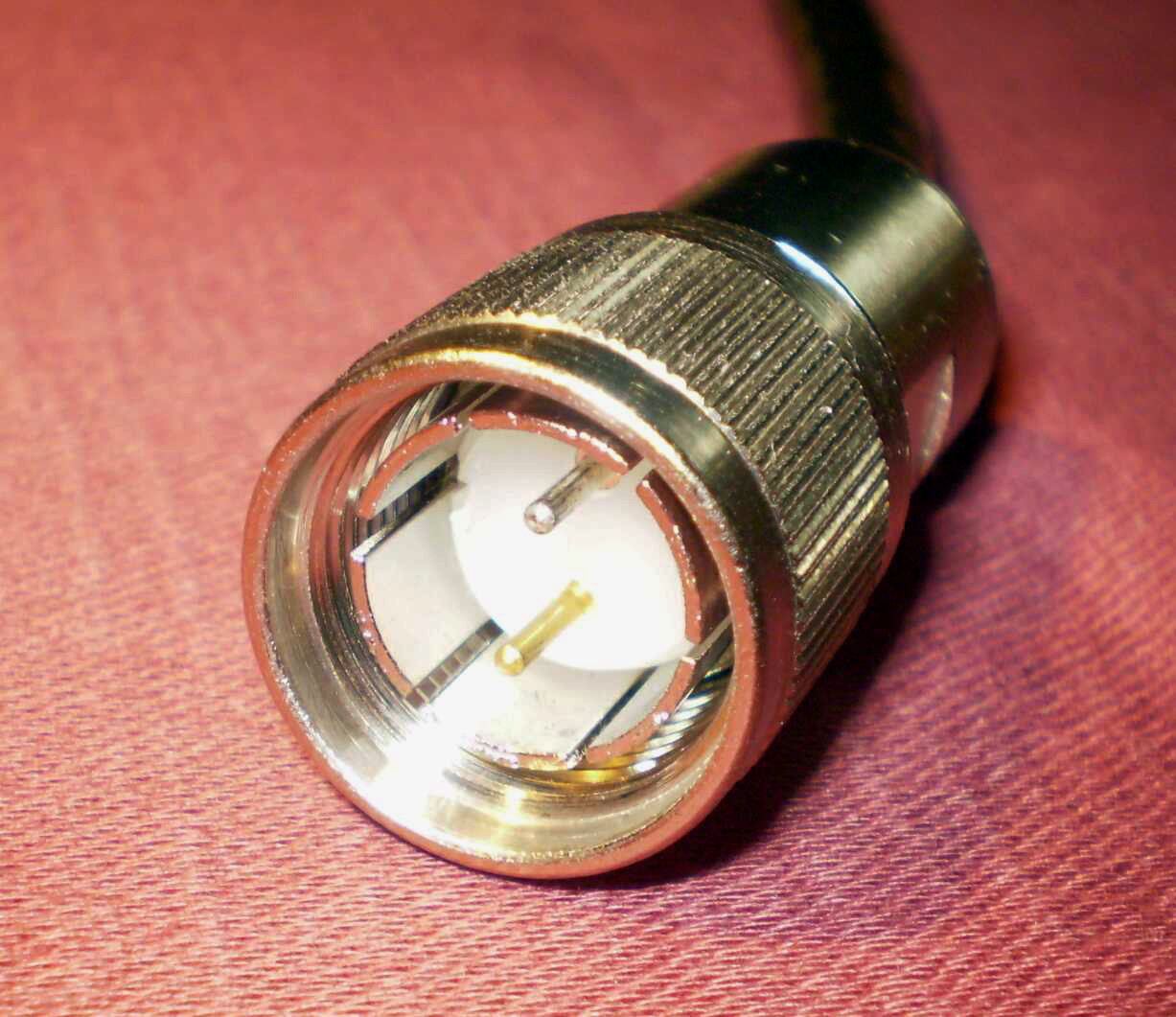
Kontakt för twinaxkabel.